# 朝倉佐知
朝倉 佐知（あさくら さち、1959年6月30日 - ）は、日本の女優、声優。福岡県出身。

## 人物
劇団昴に所属していた（1984年入団）。特技は歌。

## 出演作品

### テレビドラマ
- 必殺まっしぐら! 第11話「相手は向島の元締」-お久（1986年10月24日、ABC / 松竹）
- 武蔵坊弁慶 （1986年、雑仕女）
- 女ふたり捜査官 第18話「亭主の職業は泥棒だった」（1987年）

### 特撮
- 機動刑事ジバン（1989年）
- 特捜ロボジャンパーソン（1993年）
- ブルースワット（1994年）

### 舞台
- うつろわぬ愛
- お気に召すまま
- キーン
- クリスマス・キャロル[4]
- セールスマンの死
- チャリングクロス84番地
- 夏の夜の夢
- パレードを待ちながら
- ベルナルダ・アルバの家

### 吹き替え

#### 映画
- 愛を殺さないで
- インテンシティ/緊迫（サラ・テンプルトン〈メレディス・ベイン・ウッドワード〉）
- ウェドロック（ノエル〈ジョアン・チェン〉）※TBS版
- オーバー・ザ・トップ ※テレビ朝日版
- 告発の行方 ※フジテレビ版
- こころの湯（チャンの妻）
- 最高の恋人
- サイモン・バーチ（リービー先生）
- ザ・ケイプ：宇宙からの生還
- ザ・ワン（ナース）
- 失踪（ヘレン・カズンズ〈リサ・アイクホーン〉）
- シティ・スリッカーズ2/黄金伝説を追え
- ジャイアント・ベビー ※ソフト版
- スペシャリスト
- 太陽と月に背いて
- ダンス・ウィズ・ウルブズ ※テレビ朝日版
- TINA ティナ（ダーレーン〈カンディ・アレキサンダー〉）
- デンジャラス・マインド/卒業の日まで
- 天と地（ママ[1]）
- トゥルー・カラーズ
- ノボケイン/局部麻酔の罠（ポンズ）
- バイオ・エイリアン/新種誕生
- バイオレンス・コップ 復讐計画
- 陪審員 ※日本テレビ版
- バットマン フォーエヴァー
- WHO AM I?（尼）
- ファイヤーワークス（グレンダ）
- ブルースカイ
- ライフ・イズ・ビューティフル（ドーラの母〈マリサ・パレデス〉）※テレビ朝日版
- リトル・チュン（アーミ）
- 霊幻道士7 ラストアクションキョンシー
- ワイアット・アープ ※ソフト版
- ワイルドシングス

#### ドラマ
- アボンリーへの道
- アリー my Love
- 女弁護士ロージー・オニール（ジュディス・ヤマモト）
- クリミナル・マインド4 FBI行動分析課（レオナ）
- シカゴ・ホープ（カミール・シャット〈ロクサーヌ・ハート〉）※BHS版
- 新アウターリミッツ
- 新スタートレック
- ストリート・ジャスティス（マロイ）
- タイムマシーンにお願い
- パワーレンジャーシリーズ
  - パワーレンジャー・ロスト・ギャラクシー（トラキーナ、アナウンス、女）
  - パワーレンジャー・ライトスピード・レスキュー（トラキーナ）
- フルハウス（ミセス・ノッツ）
- ミステリー・グースバンプス（バートン夫人〈ノラ・シーハン〉）※NHK版

#### アニメ
- セントラルパークの妖精 スタンリーのゆかいな冒険
- ふしぎの国のアリス ※ソフト版

### テレビアニメ
- バーチャファイター（1995年、ハンナ・ブライアント）
- 名探偵コナン（1998年 - 1999年、永倉勇美、広田登志子）